# Kationtová výměnná kapacita
Kationtová výměnná kapacita (zkratka KVK ) určuje množství iontů, které je daný systém schopen poutat. Její měření se využívá například v pedologii k určení sorpce půdy. Udává se v mmol . 0,1 kg−1 zeminy.